# Diga di Serre Ponçon
La diga di Serre Ponçon è una diga a terrapieno costruita tra il 1955 e il 1960 sul fiume Durance in Francia e va a costituire l'omonimo lago di Serre-Ponçon.

## Storia
La furia devastatrice della Durance, tra il 1843 e il 1856 ha condotto a studi di fattibilità relativi ad un eventuale sbarramento sul fiume. L'eccessiva permeabilità del suolo ne ha tuttavia impedito la realizzazione fino alla realizzazione di tecniche più idonee di quelle del tempo.
Un ingegnere di origine moscovita, Ivan Wilhem, propose diversi progetti a partire dal 1909.
I lavori di preparazione iniziarono nel 1955 con Jean de Mailly e Jean Prouvé come architetto ausiliario e il riempimento del bacino ebbe inizio nel novembre 1959 per concludersi nel maggio 1961. Circa 1.500 persone dovettero essere trasferite dalle loro abitazioni inondate: a Savines, Ubaye, Rousset. Il paese di Savines fu ricostruito ed il nuovo Savines-le-Lac inaugurato nel 1962.
Il lago così formatosi, lago di Serre-Ponçon è il secondo lago artificiale per superficie in Europa, dopo il lago del Der-Chantecoq, situato nella zona della Marna e dell'Alta Marna. È invece il primo per capacità d'invaso.

## Caratteristiche
La diga in terrapieno è ampia 650 metri alla base; la cresta ha un'altezza di 123 metri, una larghezza di 9,35 metri ed uno sviluppo di 600 metri. Il suo volume può essere valutato in 14 milioni di metri cubi.
Essa è stata progettata per resistere ad una scossa tellurica di 7 gradi di magnitudo della scala Richter e può erogare un flusso massimo di 3.440 metri cubi al secondo.
Il bacino idrografico del lago è di 3600 km² e la capacità massima di ritenuta di 1272 km³. L'altezza massima del lago è di 780 metri ma può scendere a 722 nel periodo di magra.

## Costruzione
I lavori iniziarono con lo scavo di due gallerie sotterranee a sezione circolare di 900 m di lunghezza e 10,5 m di diametro destinate a deviare la Durance (sulla sua riva sinistra, durante il corso dei lavori. Esse furono poste in opera il 29 marzo 1957.
I lavori di erezione della diga vera e propria iniziarono nell'aprile del 1957, sopra uno strato di argilla che ne assicura la tenuta stagna, al ritmo di 50 tonnellate di argilla e di 20000 m³ di pietra al giorno. Ogni metro cubo di pietra fu inumidito con 100 litri di acqua per poterlo comprimere. Tremila operai lavorarono al cantiere, su più turni, dalle due del mattino alle dieci di sera (la fermata del cantiere di quattro ore si rese necessaria per la manutenzione dei macchinari).